# Exocentrus
Exocentrus es un género de escarabajos longicornios de la subfamilia Lamiinae.

## Ejemplares del género

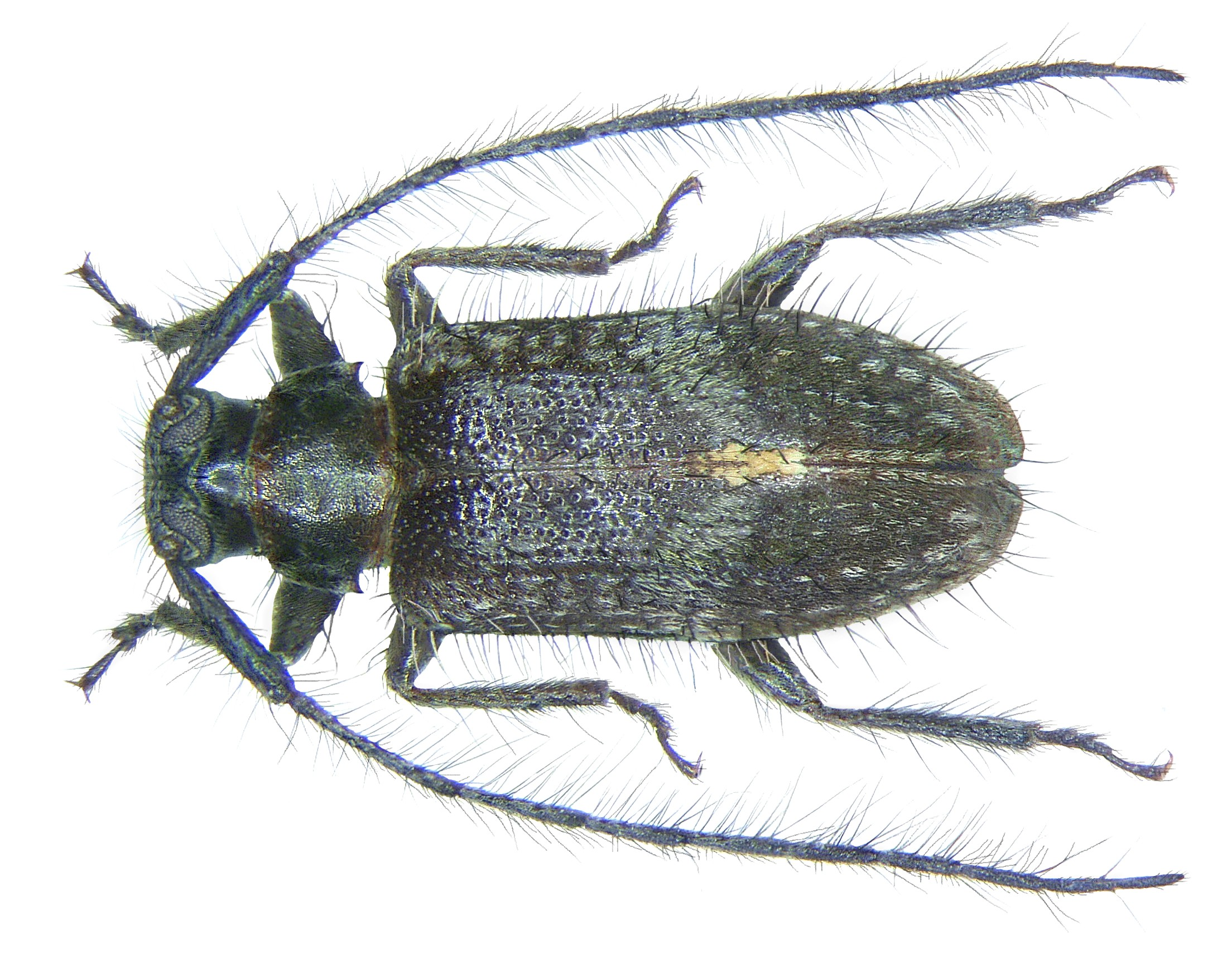
Exocentrus alboguttatus
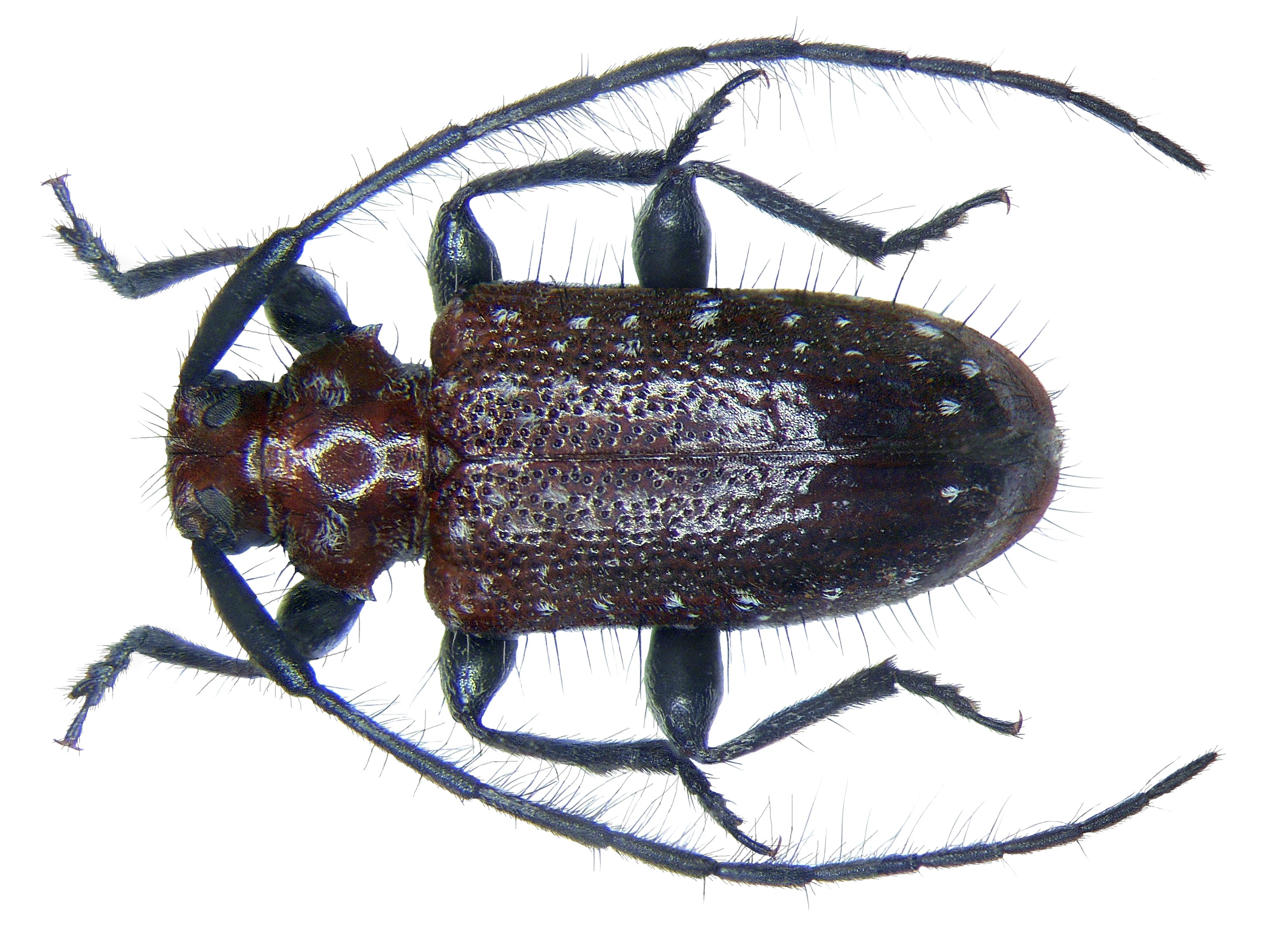
Exocentrus alboseriatus
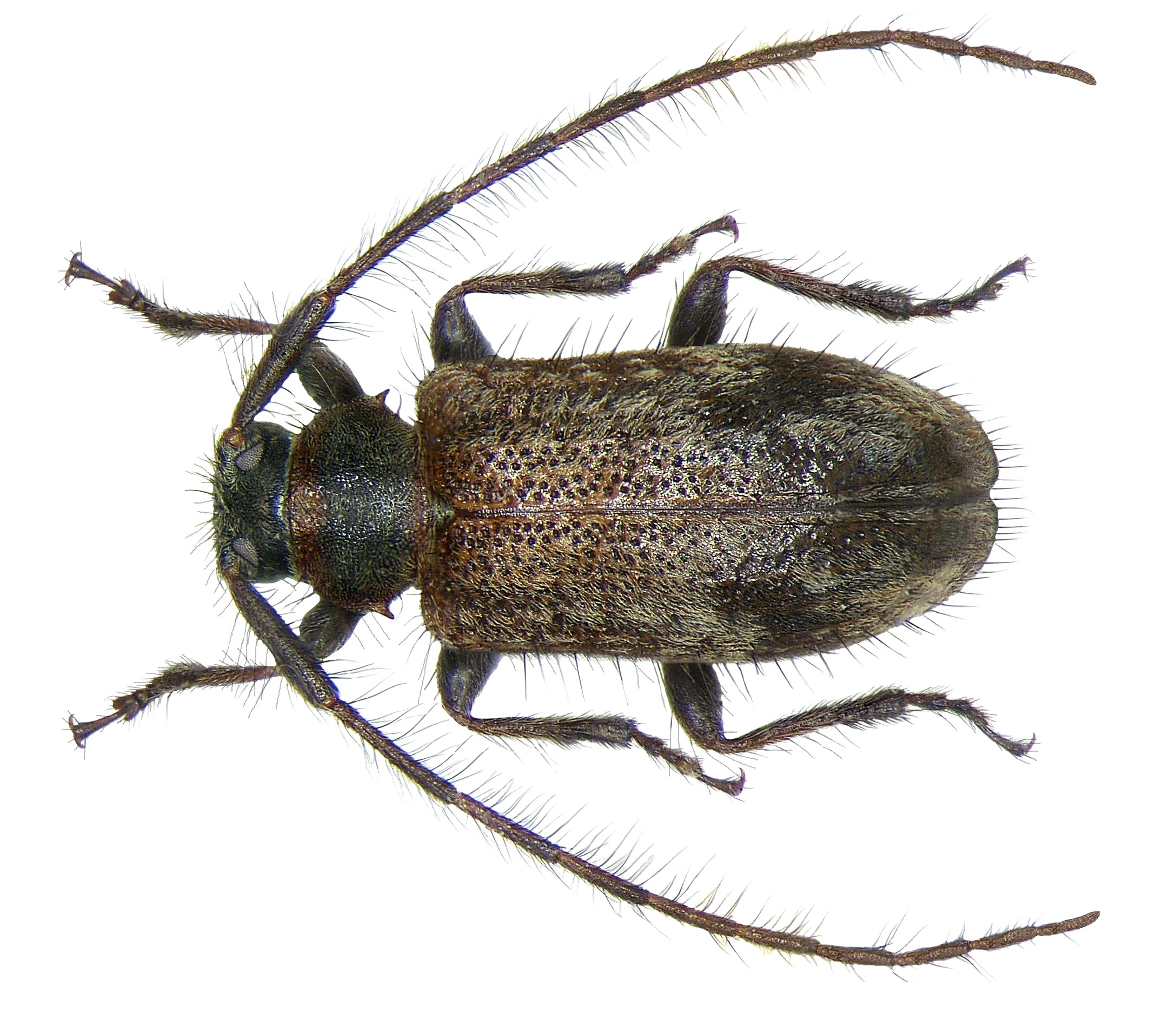
Exocentrus championi
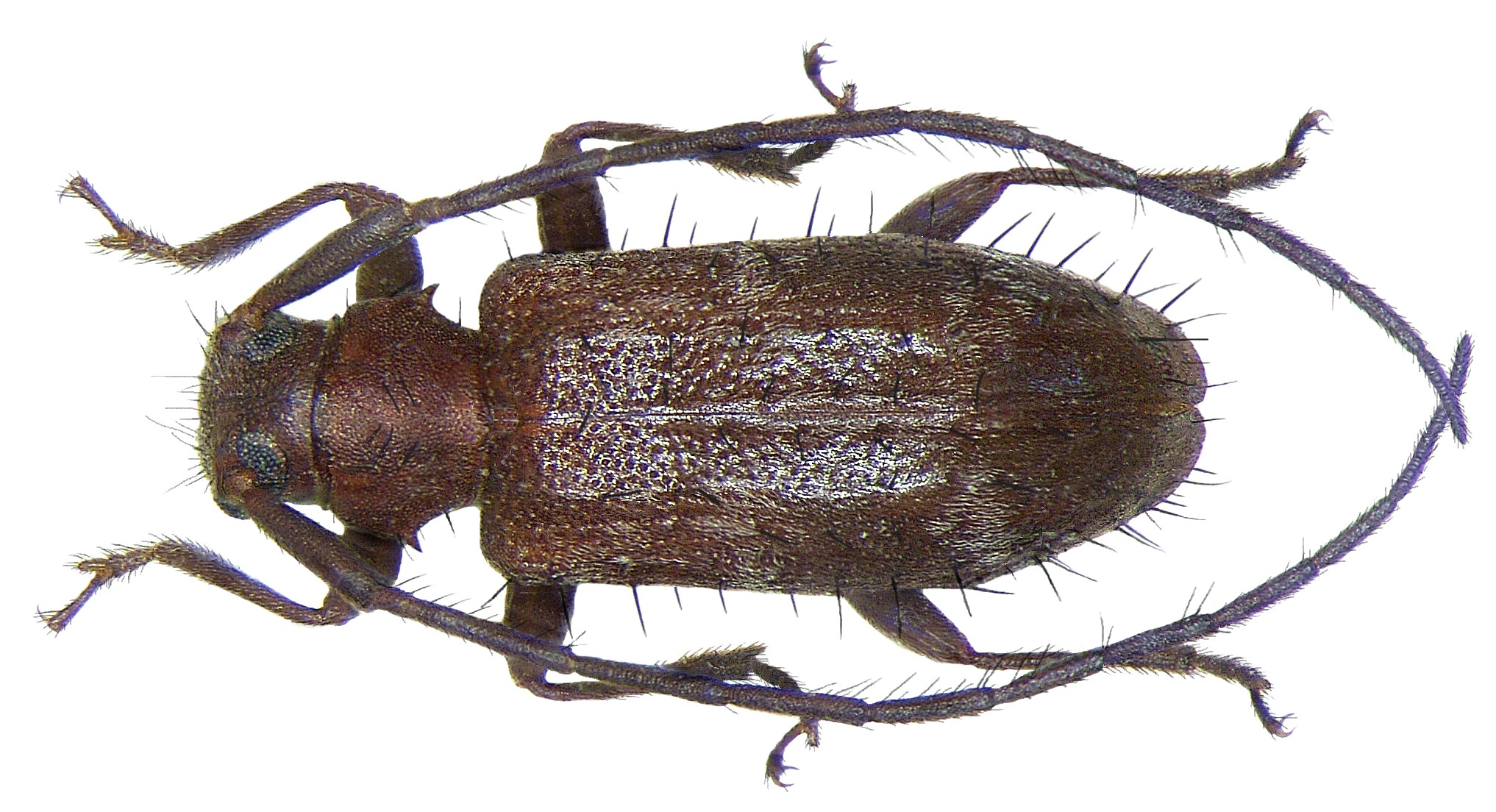
Exocentrus cudraniae
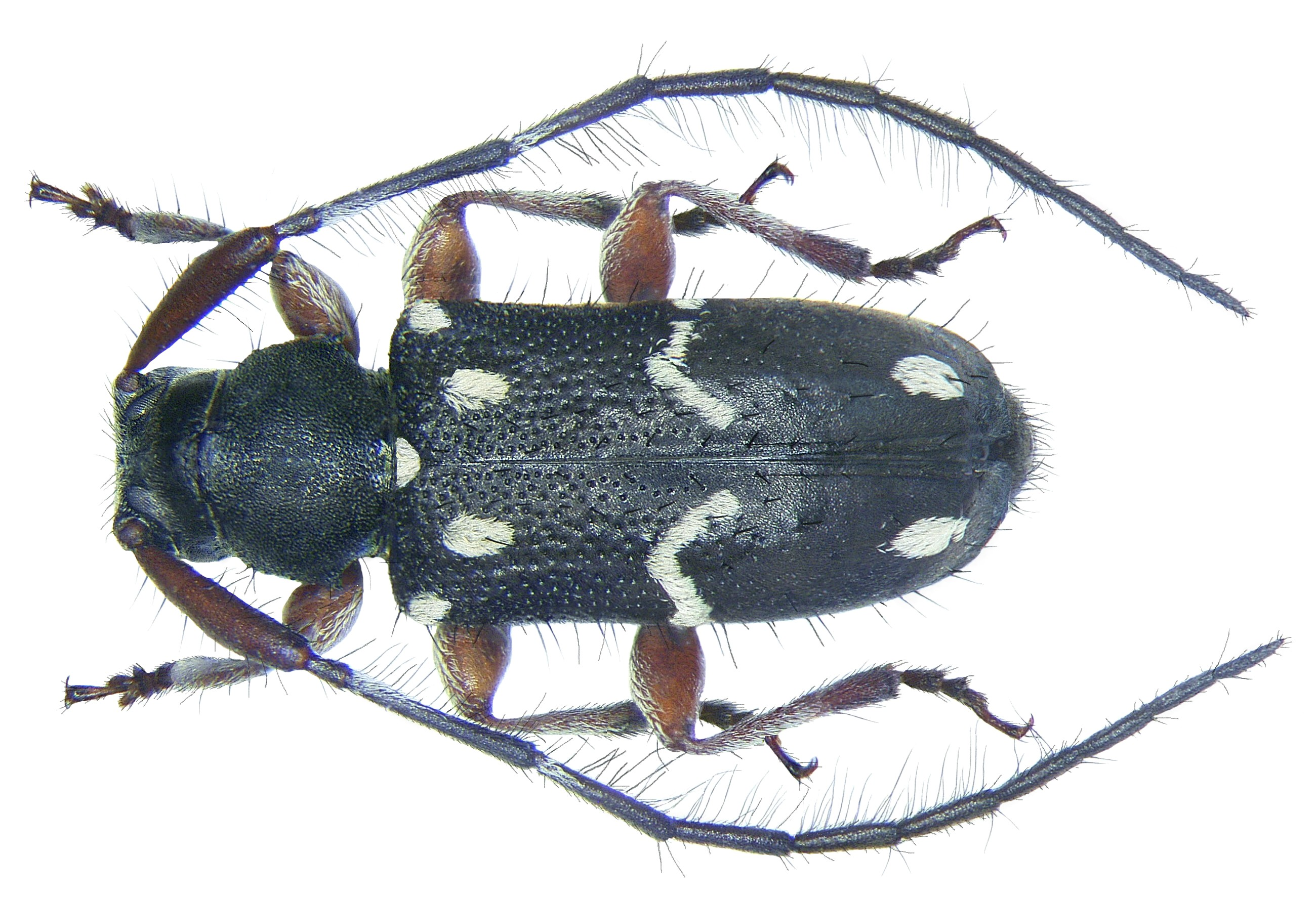
Exocentrus flemingiae
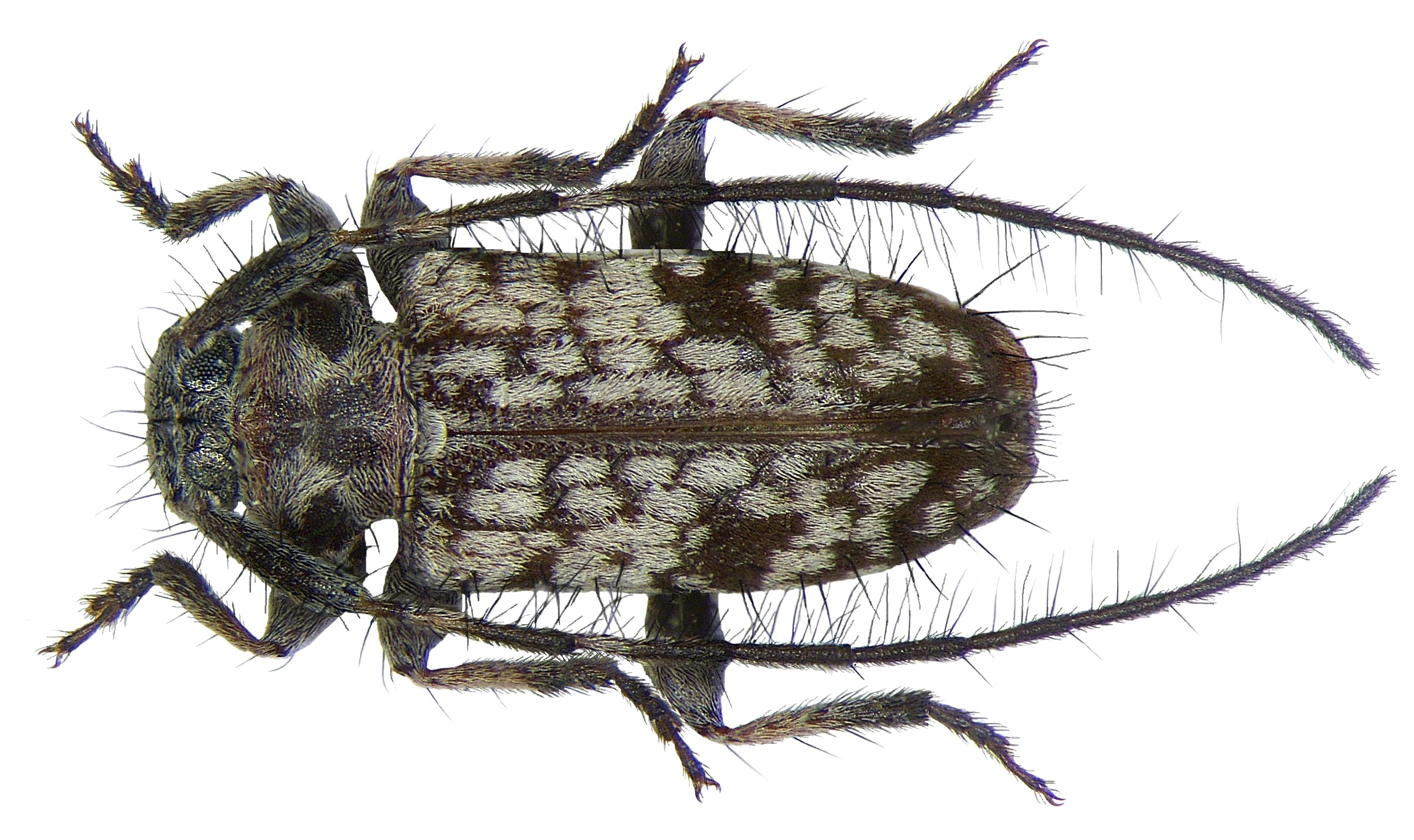
Exocentrus gardneri
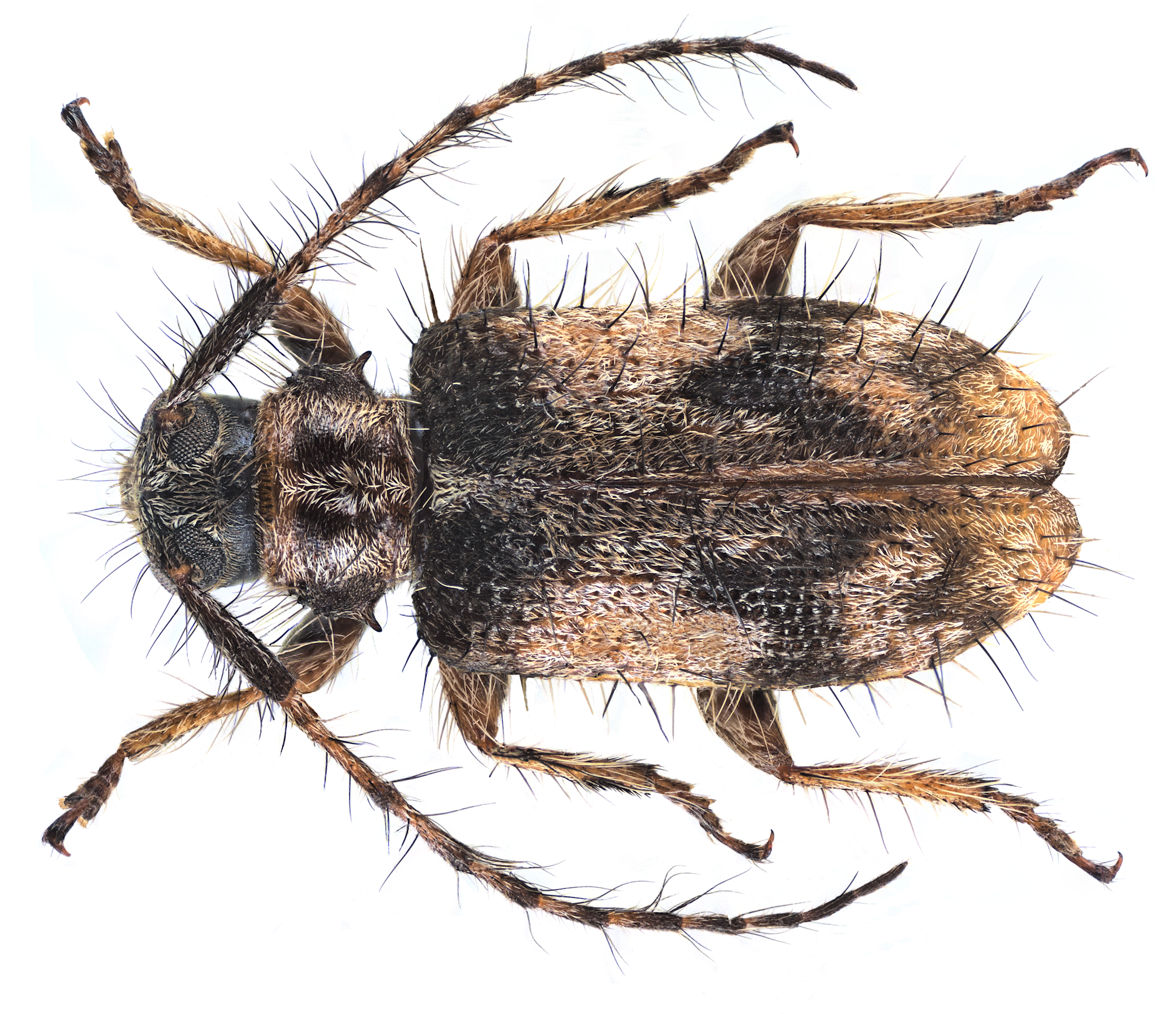
Exocentrus longipilis
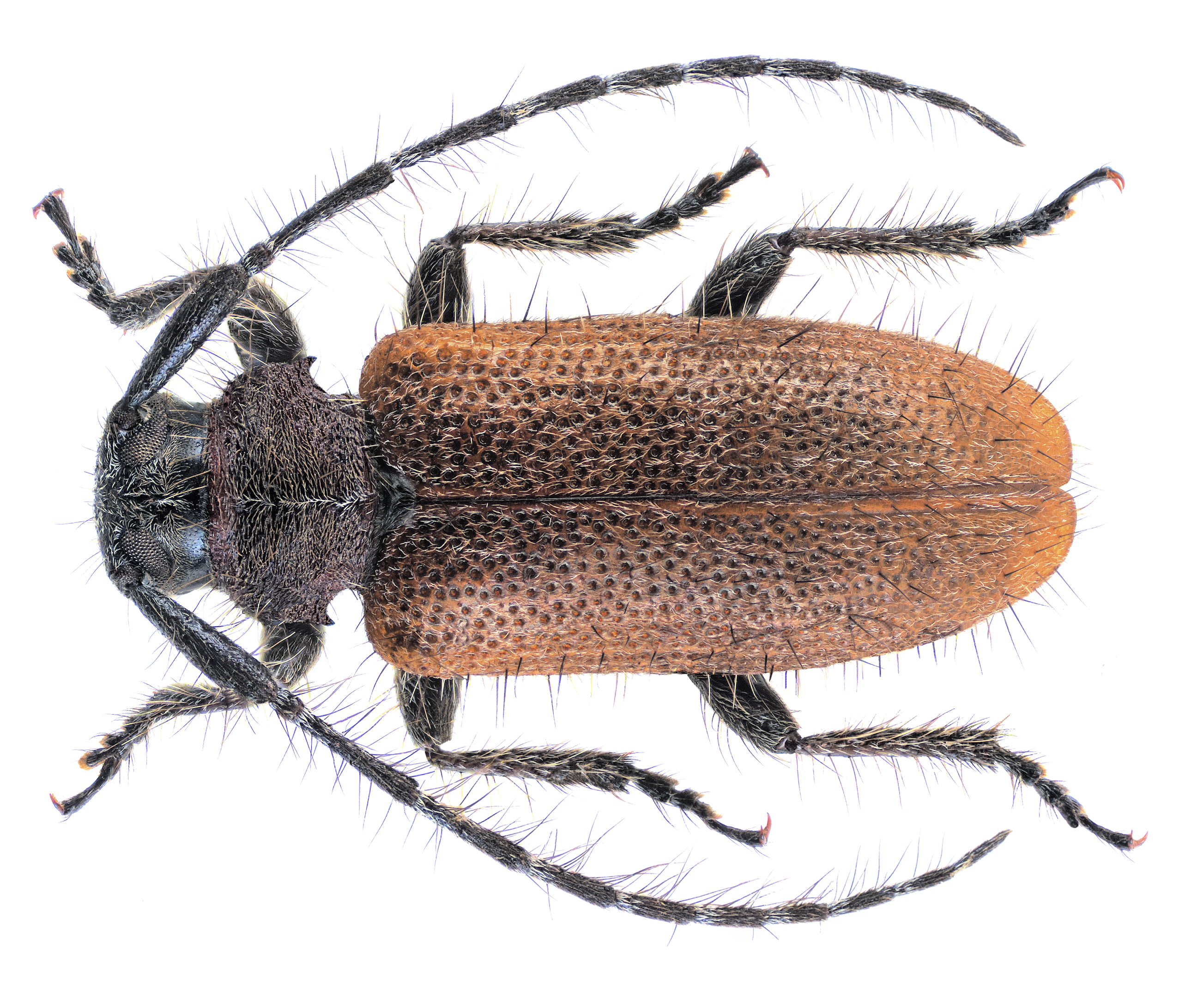
Exocentrus mirei
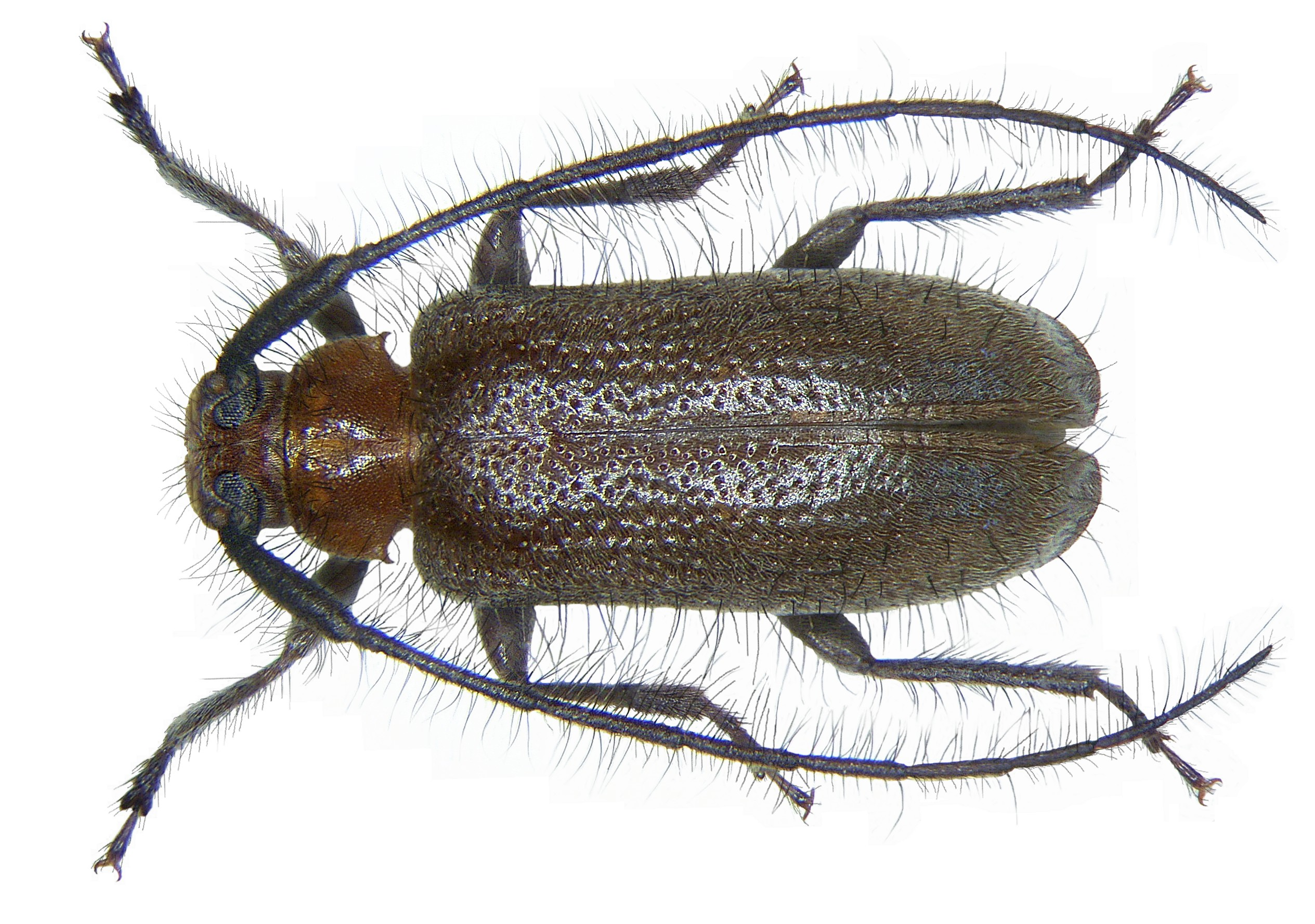
Exocentrus ravillus
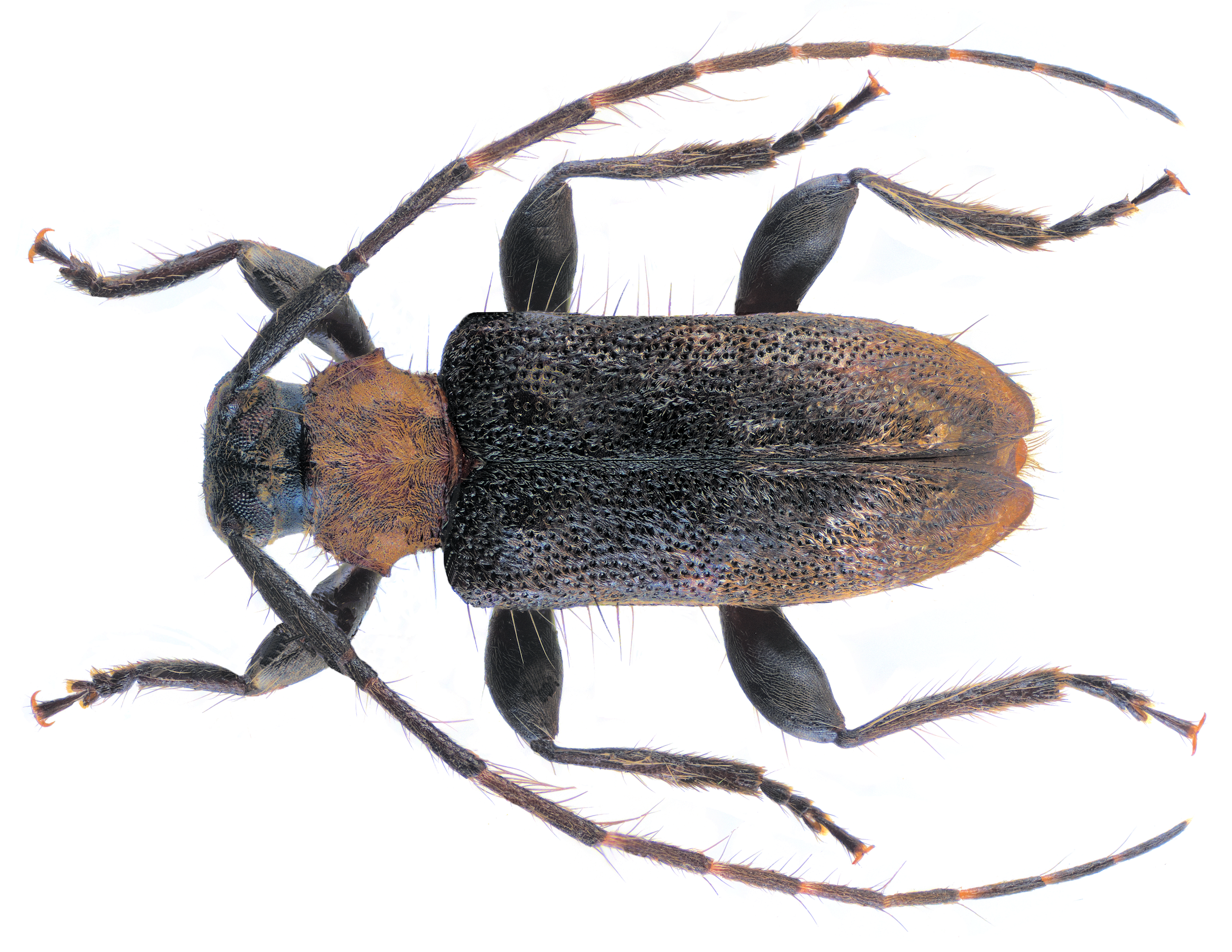
Exocentrus ruficollis

## Especies
- Exocentrus actinophorae
- Exocentrus aculeatus
- Exocentrus acutispina
- Exocentrus adspersus
- Exocentrus aethiopiensis
- Exocentrus albizziae
- Exocentrus alboguttatus
- Exocentrus albolineatus
- Exocentrus albomaculatus
- Exocentrus albomaculicollis
- Exocentrus albomaculipennis
- Exocentrus alboscutellaris
- Exocentrus alboscutellatoides
- Exocentrus alboscutellatus
- Exocentrus alboseriatipennis
- Exocentrus alboseriatus
- Exocentrus albosignatus
- Exocentrus albostictipennis
- Exocentrus albostriatus
- Exocentrus albosuturalis
- Exocentrus albovarius
- Exocentrus albovittatus
- Exocentrus alni
- Exocentrus alternans
- Exocentrus andamanensis
- Exocentrus angusticollis
- Exocentrus apicerufa
- Exocentrus argenteipennis
- Exocentrus armatus
- Exocentrus artocarpi
- Exocentrus asmarensis
- Exocentrus assamensis
- Exocentrus aureomaculatus
- Exocentrus aureopilosus
- Exocentrus aureovittatus
- Exocentrus badius
- Exocentrus balachowskyi
- Exocentrus barbieri
- Exocentrus basilanus
- Exocentrus basiruficornis
- Exocentrus basirufus
- Exocentrus basituberculatus
- Exocentrus bauhiniae
- Exocentrus becvari
- Exocentrus beesoni
- Exocentrus beijingensis
- Exocentrus bellus
- Exocentrus bialbomarmoratus
- Exocentrus bialbovittatus
- Exocentrus bicolor
- Exocentrus bicoloripennis
- Exocentrus bifuscomaculatus
- Exocentrus binaluensis
- Exocentrus binigrofasciatus
- Exocentrus birmanus
- Exocentrus biroi
- Exocentrus blanditus
- Exocentrus bloetei
- Exocentrus bremeri
- Exocentrus brevisetosus
- Exocentrus brunnescens
- Exocentrus businskae
- Exocentrus callioides
- Exocentrus carissae
- Exocentrus celebicus
- Exocentrus centenes
- Exocentrus centenoides
- Exocentrus ceylanicus
- Exocentrus championi
- Exocentrus chatterjeei
- Exocentrus chevaugeoni
- Exocentrus ciliatissimus
- Exocentrus clarkeanus
- Exocentrus clarkei
- Exocentrus coeruleus
- Exocentrus collarti
- Exocentrus constricticollis
- Exocentrus coronatus
- Exocentrus costatus
- Exocentrus cristoni
- Exocentrus cudraniae
- Exocentrus cyaneus
- Exocentrus dalbergiae
- Exocentrus dalbergianus
- Exocentrus decellei
- Exocentrus decellianus
- Exocentrus demangei
- Exocentrus densefuscosticticus
- Exocentrus dentipes
- Exocentrus diminutus
- Exocentrus diversiceps
- Exocentrus downingi
- Exocentrus drescheri
- Exocentrus echimys
- Exocentrus echinulus
- Exocentrus emineus
- Exocentrus enganensis
- Exocentrus erineus
- Exocentrus euchromus
- Exocentrus exocentroides
- Exocentrus explanatidens
- Exocentrus fasciolatus
- Exocentrus fastigatus
- Exocentrus femoralis
- Exocentrus ficicola
- Exocentrus fisheri
- Exocentrus flavicornis
- Exocentrus flavipennis
- Exocentrus flavohumeralis
- Exocentrus flavolineatus
- Exocentrus flemingiae
- Exocentrus formosofasciolatus
- Exocentrus fortifer
- Exocentrus fouqueti
- Exocentrus freyi
- Exocentrus fulvobrunneus
- Exocentrus fumosus
- Exocentrus fuscatulus
- Exocentrus fuscomarmoratus
- Exocentrus fuscosignatipennis
- Exocentrus fuscovittatus
- Exocentrus fuscovitticollis
- Exocentrus gabonicola
- Exocentrus galloisi
- Exocentrus gambiensis
- Exocentrus gardneri
- Exocentrus gedeensis
- Exocentrus ghanae
- Exocentrus ghesquierei
- Exocentrus gilmouri
- Exocentrus girardi
- Exocentrus granulicollis
- Exocentrus grewiae
- Exocentrus grisescens
- Exocentrus guttulatus
- Exocentrus hageni
- Exocentrus hallei
- Exocentrus hayashii
- Exocentrus hirtus
- Exocentrus hispiduloides
- Exocentrus hispidulus
- Exocentrus holonigra
- Exocentrus holorufus
- Exocentrus hupehensis
- Exocentrus imitor
- Exocentrus immaculatus
- Exocentrus inclusus
- Exocentrus indicola
- Exocentrus insularis
- Exocentrus insulicola
- Exocentrus interruptefasciatus
- Exocentrus irroratus
- Exocentrus ivorensis
- Exocentrus javaensis
- Exocentrus jeanneli
- Exocentrus jirouxi
- Exocentrus josephi
- Exocentrus kalshoveni
- Exocentrus keiichii
- Exocentrus kentingensis
- Exocentrus keyanus
- Exocentrus klapperichi
- Exocentrus kleebergi
- Exocentrus kucerai
- Exocentrus kusamai
- Exocentrus lachrymosus
- Exocentrus lacteolus
- Exocentrus laosensis
- Exocentrus laosicus
- Exocentrus latefasciatipennis
- Exocentrus lateralis
- Exocentrus lateriflavus
- Exocentrus laterifuscus
- Exocentrus lateriplagiatus
- Exocentrus lerouxi
- Exocentrus leucosticticus
- Exocentrus leucostriatus
- Exocentrus leucotaeniatus
- Exocentrus leucovittipennis
- Exocentrus lineatus
- Exocentrus longipennis
- Exocentrus longipilis
- Exocentrus lusitanus
- Exocentrus luteus
- Exocentrus mabokensis
- Exocentrus macretus
- Exocentrus madecassus
- Exocentrus maiae
- Exocentrus maleci
- Exocentrus malickyi
- Exocentrus malloti
- Exocentrus marginatus
- Exocentrus marginicollis
- Exocentrus marui
- Exocentrus massarti
- Exocentrus mehli
- Exocentrus melli
- Exocentrus m-fuscus
- Exocentrus microspinicollis
- Exocentrus miguelensis
- Exocentrus mindanaoensis
- Exocentrus mindoroanus
- Exocentrus mindoroensis
- Exocentrus mirei
- Exocentrus miselloides
- Exocentrus misellomimus
- Exocentrus misellus
- Exocentrus moerens
- Exocentrus monticola
- Exocentrus montilineatus
- Exocentrus morulus
- Exocentrus m-signatus
- Exocentrus multialboguttatus
- Exocentrus multiguttulatus
- Exocentrus multilineatus
- Exocentrus multivittatus
- Exocentrus murinus
- Exocentrus nakanei
- Exocentrus nanshanensis
- Exocentrus neopomerianus
- Exocentrus nevillei
- Exocentrus niger
- Exocentrus nigrescens
- Exocentrus nigricollis
- Exocentrus nigripennis
- Exocentrus nigrofasciatipennis
- Exocentrus nigrofasciatus
- Exocentrus nigromaculatus
- Exocentrus nigronotatus
- Exocentrus nigroplagiatus
- Exocentrus nitens
- Exocentrus nobuoi
- Exocentrus nonymoides
- Exocentrus occidentalis
- Exocentrus ocelliger
- Exocentrus ochreopunctatus
- Exocentrus ochreoscutellatus
- Exocentrus ochreovitticollis
- Exocentrus octoalbovittatus
- Exocentrus orientalis
- Exocentrus paraflavescens
- Exocentrus parassamensis
- Exocentrus parasubfasciatus
- Exocentrus parcus
- Exocentrus parinclusus
- Exocentrus parrotiae
- Exocentrus parterufipennis
- Exocentrus pelidnus
- Exocentrus pellitus
- Exocentrus philippinensis
- Exocentrus philippinus
- Exocentrus pilosicornis
- Exocentrus plagiatus
- Exocentrus pogonocheroides
- Exocentrus politus
- Exocentrus procerulus
- Exocentrus pseudandamanensis
- Exocentrus pseudexiguus
- Exocentrus pseudolateralis
- Exocentrus pseudomurinus
- Exocentrus pseudonigricollis
- Exocentrus pseudonitens
- Exocentrus pseudopunctipennis
- Exocentrus pseudovariepennis
- Exocentrus pubescens
- Exocentrus punctipennis
- Exocentrus raffrayi
- Exocentrus ravillus
- Exocentrus respersus
- Exocentrus reticulatus
- Exocentrus rhodesianus
- Exocentrus ritae
- Exocentrus rondoni
- Exocentrus roonwali
- Exocentrus roridus
- Exocentrus ruandae
- Exocentrus ruber
- Exocentrus ruficollis
- Exocentrus ruficornis
- Exocentrus rufinitibialis
- Exocentrus rufithorax
- Exocentrus rufoapicalis
- Exocentrus rufoapicefemoralis
- Exocentrus rufobasicornis
- Exocentrus rufohumeralis
- Exocentrus rufolateralis
- Exocentrus rufosuturalis
- Exocentrus rufulescens
- Exocentrus rufuloides
- Exocentrus rufus
- Exocentrus saleyerianus
- Exocentrus santali
- Exocentrus satoi
- Exocentrus savioi
- Exocentrus scabridus
- Exocentrus semiglaber
- Exocentrus senegalensis
- Exocentrus seriatomaculatus
- Exocentrus seriatopunctatus
- Exocentrus seriatus
- Exocentrus sericeus
- Exocentrus seticollis
- Exocentrus sexseriatus
- Exocentrus similis
- Exocentrus sjoestedti
- Exocentrus somalicus
- Exocentrus sparsutus
- Exocentrus specularis
- Exocentrus spineus
- Exocentrus spurcatus
- Exocentrus stierlini
- Exocentrus strigosoides
- Exocentrus strigosus
- Exocentrus subbicolor
- Exocentrus subbidentatus
- Exocentrus subfasciatipennis
- Exocentrus subglaber
- Exocentrus subgrisescens
- Exocentrus sublateralis
- Exocentrus sublateraloides
- Exocentrus sublineatus
- Exocentrus submisellus
- Exocentrus submoerens
- Exocentrus subniger
- Exocentrus subplagiatus
- Exocentrus subseriatus
- Exocentrus subsolanus
- Exocentrus subunicolor
- Exocentrus sudanicus
- Exocentrus sumatranus
- Exocentrus sumatrensis
- Exocentrus sumbawanus
- Exocentrus superstes
- Exocentrus suturalis
- Exocentrus takakuwai
- Exocentrus tamborensis
- Exocentrus taniguchii
- Exocentrus tantillus
- Exocentrus tarsalis
- Exocentrus tectonae
- Exocentrus tenellus
- Exocentrus terminaliae
- Exocentrus tessellatus
- Exocentrus testudineus
- Exocentrus theresae
- Exocentrus timorensis
- Exocentrus toekanensis
- Exocentrus tonkineus
- Exocentrus transversifrons
- Exocentrus tricolor
- Exocentrus trifasciatus
- Exocentrus trifasciellus
- Exocentrus trinigrovittatus
- Exocentrus triplagiatipennis
- Exocentrus tristis
- Exocentrus tsushimanus
- Exocentrus ulmicola
- Exocentrus undulatofasciatus
- Exocentrus unialbovittatus
- Exocentrus unicoloripennis
- Exocentrus vagemaculatus
- Exocentrus validus
- Exocentrus vaneyeni
- Exocentrus variabilis
- Exocentrus variegatus
- Exocentrus variepennis
- Exocentrus venatoides
- Exocentrus vetustus
- Exocentrus vicinalis
- Exocentrus vidanii
- Exocentrus vittatus
- Exocentrus vittulatus
- Exocentrus werneri
- Exocentrus woodlarkianus
- Exocentrus x-ornatus
- Exocentrus zikaweiensis
- Exocentrus zonatus